# Ciudad subterránea

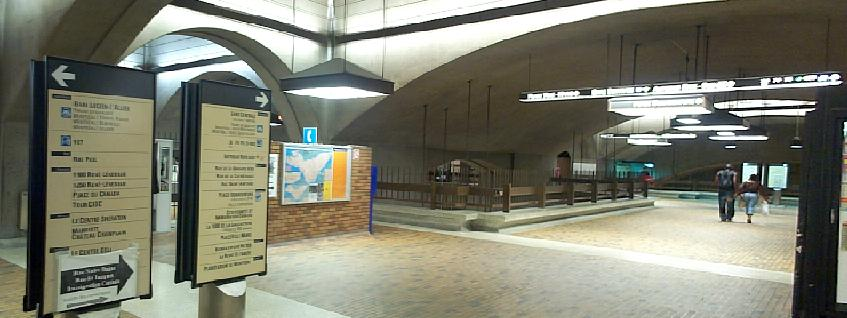
Parte de la ciudad subterránea de Montreal. En la foto vemos una intersección en la estación de metro de Bonaventure, que muestra señales orientativas que conducen a edificios accesibles a través de la ciudad subterránea.

Una ciudad subterránea es una red de túneles que conectan edificios, normalmente del área central de una ciudad, como por ejemplo edificios de oficinas, centros comerciales, estaciones de tren y metro, teatros, y otras instalaciones. Normalmente se accede a una ciudad subterránea a través del espacio público de cualquiera de los edificios que conectan con ella, y a veces también dispone de entradas separadas. 
Las ciudades subterráneas son especialmente importantes en lugares con un clima frío, ya que permiten a sus ciudadanos disfrutar de los servicios del centro sin tener en cuenta los problemas del clima.
Las ciudades subterráneas son similares en su naturaleza a los sistemas de pasarelas elevadas (llamados "skyway systems"), y pueden incluir también edificios interconectados mediante pasarelas elevadas, o pasillos a nivel de suelo, en vez de pasajes subterráneos.
La ciudad subterránea más conocida y transitada del mundo es Montreal, Canadá.

## Australia
- Sídney tiene una serie de centros comerciales subterráneos que conectan la principal estación de metro de la ciudad, Town Hall, con una importante área comercial, Pitt Street Mall, pasando por el Queen Victoria Building. Los centros comerciales subterráneos cuentan con aproximadamente 100 tiendas.

## Canadá
- Edmonton posee un pequeño sistema de túneles y pasos peatonales elevados llamado “Pedway” que conecta los edificios y estaciones de LRT (Light rail transit) del núcleo central de la ciudad.
- Halifax (Downtown Halifax Link Pedway System), en el cual ningún punto está a más de 10 minutos de distancia andando.
- Montreal (Underground city o la Ville souterraine en francés), los carteles indicadores la llaman RESO, en la que 32 km de túneles conectan siete estaciones céntricas de metro, siete grandes hoteles y muchos edificios de oficinas y centros comerciales en 41 manzanas (12 km²). Es la mayor ciudad subterránea del mundo y se construyó a causa de los gélidos inviernos. 
  - Montreal tiene varios sistemas de túnel más pequeños en otras partes de la ciudad que conectan otros edificios con estaciones de metro.
  - Aproximadamente 2.000 tiendas y 40 cines rodean los pasajes. Montreal es famosa por su ciudad subterránea y es visitada muy a menudo por los turistas, así como por 500.000 ciudadanos al día.
- San Juan de Terranova - En el campus principal de la Memorial University of Newfoundland se encuentran los MUNnels, un sistema de túneles mediante el cual están conectados todos los edificios principales de la Universidad.
- Toronto (PATH), se compone de 27 km de paseos y 1200 tiendas que enlazan muchos edificios importantes y atracciones del centro de la ciudad con cinco estaciones de metro. Se calcula que 100.000 peatones frecuentan el PATH diariamente. El PATH permite acceder desde los principales hoteles a las atracciones turísticas más importantes y estadios de baloncesto, y baseball. 
  - Toronto también cuenta con una ciudad subterránea separada, más pequeña, que conecta varios complejos de edificios y dos estaciones de metro.
- Vancouver tiene un paseo de compras llamado Pacific Centre que se extiende casi por 3 ha, el cual contiene en su interior más de 200 tiendas subterráneas.

## México
- La ciudad de Guanajuato tiene varios túneles y calles subterráneas del siglo XIX que con el paso del tiempo se han convertido en un atractivo turístico muy importante.

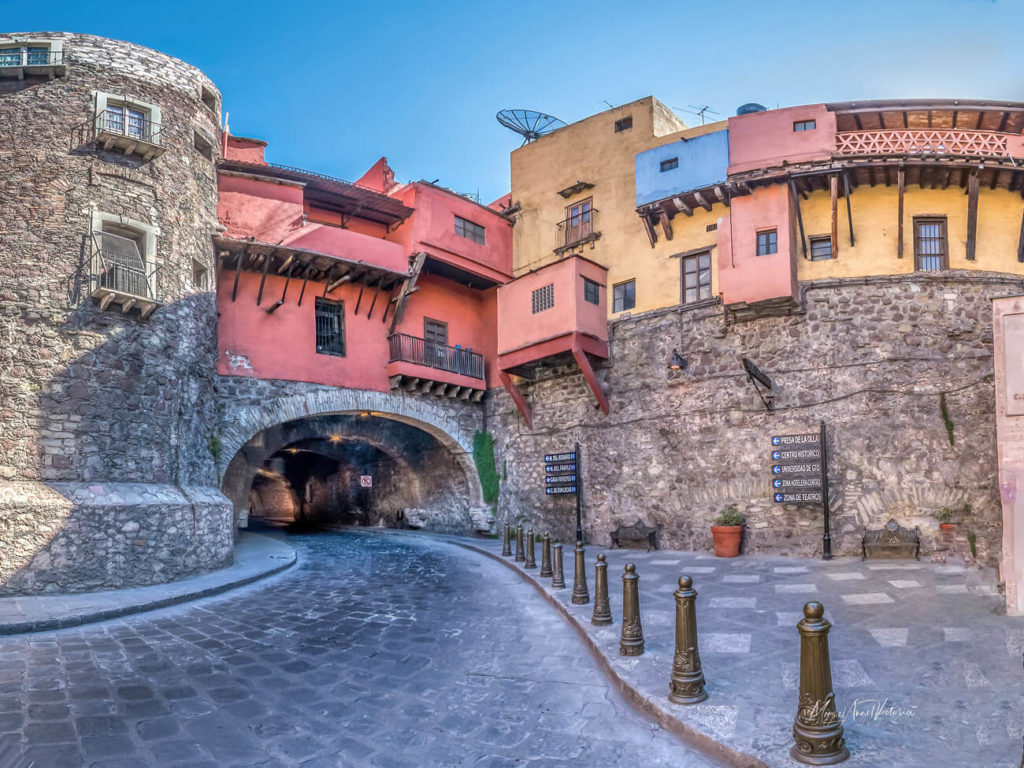
Entrada a la ciudad subterránea de Guanajuato.

- Entrada a la ciudad subterránea de Guanajuato.El sistema de metro de la Ciudad de México tiene un total de 818 locales y 1016 espacios comerciales,[1] en los que se pueden encontrar librerías, tiendas de golosinas, restaurantes, cafeterías, artículos electrónicos y museos. Además también el sistema esta conectado por extensos túneles y pasillos con diferentes centros comerciales y áreas de esparcimiento.

## China continental
- Pekín construyó una ciudad subterránea durante el conflicto chino-soviético que probablemente cubrió unos 85 km²[cita requerida], la cual cayó en desuso en los años 1970. Recientemente reabrió sus puertas a ciudadanos y turistas. Podría haber sido usada por el ejército chino durante el incidente de la Plaza de Tian'anmen[cita requerida].

## Finlandia
- Helsinki - Su ciudad subterránea cubre un área que contiene una céntrica estación ferroviaria, tres estaciones de metro (Rautatientori, Kamppi y Kaisaniemi) y centros comerciales. Desde los alrededores de la estación de Kaisaniemi, incluso se puede acceder a la biblioteca de Alexandria, la mayor biblioteca universitaria del país, sin necesidad de salir a la superficie.

## Hong Kong
- Hong Kong - Algunas estaciones de MTR (metro) y KCR (metro / tren de cercanías) de Hong Kong forman densas redes bajo tierra con edificios y centros comerciales de las áreas vecinas. Las mismas estaciones albergan una cantidad notable de tiendas de venta al por menor.

## Irán
- Kish – Se construyó una ciudad subterránea a 20 m de profundidad con el nombre de “Perla Escondida”, que consiste básicamente en carreteras interrelacionadas. Se planea allí la construcción de tiendas y restaurantes.

## Japón
Las 5 principales ciudades subterráneas (chikagai) en Japón son centros comerciales:
- Crysta Nagahori en Chūō-ku (Osaka) — 81,765 m²
- Yaesu Chikagai en Chūō-ku (Tokio) — 73,253 m²
- Kawasaki Azalea en Kawasaki-ku (Kawasaki) — 56,704 m²
- Central Park Chikagai en Naka-ku (Nagoya) (Nagoya) — 56,370 m²
- Diamor Osaka en Kita-ku (Osaka) — 42,977 m²

- Osaka tiene grandes redes subterráneas en los distritos de Umeda, Namba y Shinsaibashi, que incluyen tiendas de compra al por menor, restaurantes, estaciones de metro, etc.

- Tokio cuenta con extensas redes subterráneas alrededor de varias estaciones ferroviarias principales como, por ejemplo, Shinjuku, Ikebukuro, Ueno, Tokio, y Shibuya, y varias estaciones de metro conectadas entre sí. Es posible pasear varios kilómetros bajo tierra. Además, existen constantes rumores que afirman la existencia de túneles sin utilizar relacionados con el sistema de metro, que equivaldrían a varias decenas de kilómetros. A diferencia de la Ville Souterraine de Montreal, la red de túneles de Tokio no se ve como una atracción turística, más bien se ve como uno de los muchos rasgos característicos de esa megalópolis.

## Rusia
- "Okhotnyi Ryad" (Охотный Ряд) es un centro comercial subterráneo de cuatro pisos. Posee 2,9 ha, y está conectado a una estación de metro subterráneo del mismo nombre.

## Singapur
- Existen extensas redes subterráneas alrededor de las estaciones del metro más importantes del sistema de Tránsito Rápido en Masa, como la estación Raffles Place MRT Station, con conexiones subterráneas directas a 19 edificios de la ajetreada zona Raffles Place. Expandiendo la red más lejos, se encuentra la primera fase de una red subterránea, que conectará la estación a la futura One Raffles Quay, la cual se desarrollará y llegará hasta Marina Bay, una nueva extensión de un barrio para una compleja red subterránea para peatones a lo largo de todo el centro de la ciudad.

- El CityLink Mall ofrece más de 5.574 m² de espacio subterráneo y conecta el City Hall MRT Station con Suntec City, el Esplanade - Theatres on the Bay, y otros lugares del área de Marina Centre. También será conectado al Esplanade MRT Station cuando la Circle MRT Line sea completada el 2010.

- La cadena de tiendas Orchard Road está conectada por caminos subterráneos con espacios comerciales, especialmente alrededor de las tres estaciones MRT(Tránsito Rápido en Masa) del distrito, llamadas Orchard , Somerset , y Dhoby Ghaut . Hay planes para conectar todos los edificios de la calle con una red subterránea a ambos lados de los casi cuatro kilómetros de camino.

## España
- En Madrid hay 286 km de metro, en muchos casos unido a la red de cercanías, centros comerciales y zonas de ocio.
- En Barcelona, algunas estaciones de metro están conectadas por pasajes subterráneos de más de una manzana de largo.

## Taiwán (República de China)
- Taipéi - Alberga calles subterránea conectan dos o más estaciones de metro.

## Turquía
- Capadocia - Contiene varias ciudades subterráneas de carácter histórico, excavadas en formaciones geológicas extrañas producidas por la erupción de antiguos volcanes.Fueron habitadas inicialmente por los Hititas, y más tarde por los primeros cristianos como escondite. Ahora son lugares arqueológicos y atracciones turísticas, pero no están habitadas (véase la ciudad subterránea de Kaymaklı).

La ciudad subterránea más grande de Turquía fue descubierta en 2007 en Gaziemir, Güzelyurt. Ésta era una parada en la ruta de la seda, permitiendo a los viajantes y a sus camellos descansar seguros, bajo tierra, en un hotel "fortaleza".